# Ola Tjørhom
Ola Tjørhom, född 1953 i Stavanger i Norge, är en norsk professor i teologi. Tjørhom tillhörde tidigare Misjonshøgskolen i Stavanger och var aktiv inom ekumeniska aktiviteter.
Tjørhom, som har bakgrund som lutheran, konverterade till katolska kyrkan 25 januari 2003. Tjørhoms konvertering väckte uppmärksamhet i sitt hemland liksom i det lutherska världssamfundet samt ekumeniska kretsar.